# Hémodynamique

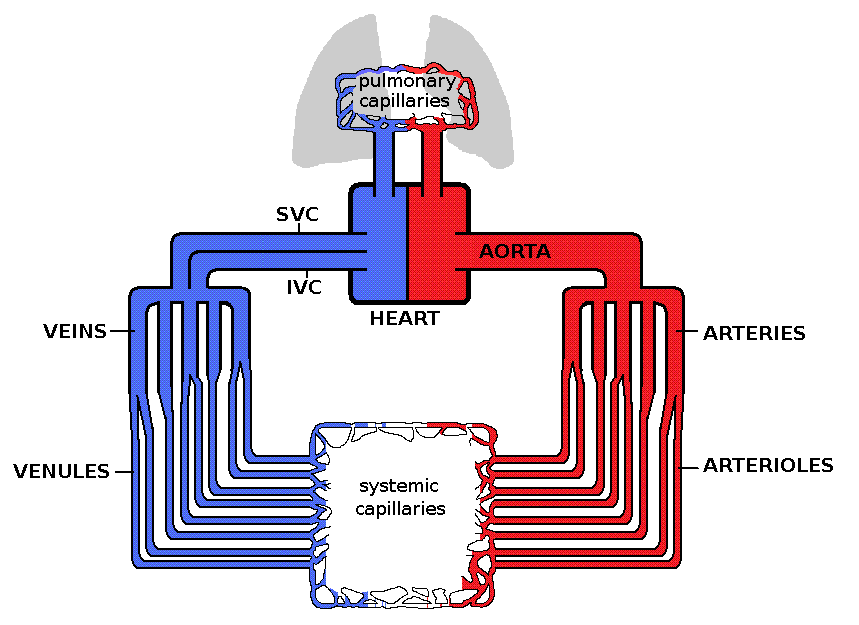

L'hémodynamique (ou « dynamique du sang »), du grec haima, « le sang » et dunamis, dunamikos, « la force », est la science des propriétés physiques de la circulation sanguine en mouvement dans le système cardiovasculaire. Cette discipline couvre des aspects physiologiques et cliniques avec l'angiologie.
Le système circulatoire est constitué d'un ensemble moteur de pompes (pompe cardiaque, pompe musculaire veineuse, pompe abdomino-thoracique) et de conduits tubulaires résistants (les vaisseaux sanguins). Ces pompes ont pour effet de faire circuler le sang depuis les artères jusqu'à la microcirculation. À ce niveau, les  éléments sanguins — oxygène, nutriments, acides aminés, etc. — sont délivrés aux cellules, tandis que ces dernières évacuent leurs déchets vers les veines — gaz carbonique, urée, etc. L'ensemble constitue un système de circulation aller et retour à sens unique.
Le sang enrichi quitte le cœur via une série d'artères. Plus loin, le diamètre de ces artères se rétrécit et les artères sont alors appelées des artérioles. Ces artérioles deviennent des capillaires et éventuellement des veinules, où le sang appauvri retourne vers le cœur grâce à des réseaux de veines. La microcirculation, les jonctions artériole-capillaire-veinule composent la partie essentielle du système vasculaire.
L'hémodynamique est principalement soumise aux lois de la mécanique des fluides au premier abord. Mais les fluides sont des milieux continus alors que le sang est une suspension discontinue complexe. Les mesures de pression, de débit, viscosité sanguine et vitesse sont liées de la même manière qu'en mécanique des fluides mais sont comptées différemment. En effet, l'Effet Fåhræus–Lindqvist montre la migration des globules rouges. George B. Thurston a aussi exploité cette propriété pour dinstinguer l'écoulement de gaîne (sheath flow) de l'écoulement-bouchon (plug flow) . Ainsi le profil de vitesse des phases solides (globules rouges) et des phases fluides (plasma) sont différents de la mécanique des fluides, ce qui influe sur le rapport pression/débit dans la loi de Poiseuille dans le réseau cardiovasculaire et la résistance vasculaire. La viscosité du sang est donc complexe aussi car elle est diphasique contrairement à la viscosité dynamique ou la viscosité cinématique qui caractérisent la consistance d'un fluide pur, continu et homogène. Le résultat est déterminé par les variables des vitesses, débits, viscosité et pressions dans des circuits eux-mêmes caractérisés par leur calibre et les caractéristiques élastiques de leurs parois, avec comme sources d’énergie cinétique les pompes mécaniques, constituées de muscles et de valves. Parmi les éléments essentiels contributeurs à l'hémodynamique, on peut mentionner l'énergie cardiaque, le volume sanguin, la respiration, le diamètre des vaisseaux et leur résistance, et la viscosité sanguine.
Parmi les méthodes d'investigation en hémodynamique, l'exploration des pressions et des débits s'effectue soit par des techniques non-invasives avec un tensiomètre (ou sphygmomanomètre), ou par échographie Doppler, soit par des méthodes invasives comme le cathétérisme cardiaque.
La contribution de l'hémodynamique dans la fonction neuronale (la réponse hémodynamique) est à la base de l'imagerie par résonance magnétique fonctionnelle (IRMf), utilisée pour l'analyse du fonctionnement du cerveau.
Différents facteurs influencent l'hémodynamique : l'activité cardiaque et pulmonaire et l'état des valves et valvules, le diamètre des artères ou des veines et leurs rétrécissements, la consistance du sang et la vascularisation.
Les désordres hémodynamiques les plus fréquents sont causés par les obstacles à l’écoulement, l'incontinence valvulaire, et les shunts veino-veineux. Ils sont à l'origine de troubles trophiques, comme les ulcères, les œdèmes et les varices.
Divers procédés et techniques sont mis en œuvre pour la correction des désordres circulatoires, avec des répercussions globales et locales sur le système hémodynamique.